# Daouda Coulibaly (réalisateur)
Ne doit pas être confondu avec Daouda Coulibaly.
Daouda Coulibaly est un réalisateur franco-malien né à Marseille. Son long métrage Wùlu, sorti en 2016, a fait salle comble lors du 25e festival panafricain du cinéma et de la télévision de Ouagadougou (Fespaco).

## Biographie
Né à Marseille où il a grandi, et de parents maliens, Daouda Coulibaly commence sa carrière comme monteur de l'audiovisuel. Il passe plus tard à la réalisation avec son premier court-métrage, "Il était une fois l'indépendance", sorti en 2009. Inspiré d'un conte traditionnel, ce film lui vaut d'être retenu pour le programme Focus Features Africa First. Il s'ensuit « Tinyè So » (« La maison de la vérité » en bambara) en 2010, qui lui permet de remporter le Poulain de bronze au Fespaco en 2011. En 2016, il réalise son premier long-métrage "Wulù", à travers lequel il interroge sur l'origine de la crise malienne de 2012. Installé depuis quelques années à Bamako (Mali), et inspiré par la forme de narration traditionnelle ainsi que par Sembène Ousmane, Daouda Coulibaly questionne dans ses films, la place de l'Afrique de l'Ouest dans son rapport au reste du monde.

## Filmographie
- 2009 : Il était une fois l'indépendance[5]
- 2010 : Tinyè So[5]
- 2016 : Wùlu[2],[4]

## Distinctions

### Récompenses
- Fespaco 2017 : Prix Sembène Ousmane de EcoBank pour Wùlu[6]
- Fespaco 2011 : Poulain de bronze pour Tinyè So[6]

### Nomination
- Programme Focus Features Africa First 2009 : pour Il était une fois l'indépendance[4]